# Barleria heterotricha
Barleria heterotricha es una especie de planta con flores del género Barleria, familia Acanthaceae.
Es nativa de Botsuana, Mozambique y Zimbabue.

## Descripción
Es un arbusto relativamente pequeño que puede llegar a crecer 30-120 centímetros de altura, con semillas de 3,8–5 × 3,8–4,5 mm. Los tallos de esta especie son densos y están esparcidos. Las hojas son ovadas de 0,9 a 5,2 × 1 a 4 centímetros. Ápice redondeado a poco atenuado, pecíolo de 5–30 mm de largo y superficie con tricomas (pelos) grisáceos y granulares.